# USSR / USA
USSR / USA est une chanson du groupe Martin Circus, paru sur l'album De sang-froid, en 1980, puis en single en avril de la même année.

## Historique
En 1980, le groupe Martin Circus contacte Serge Gainsbourg, alors en plein triomphe d'Aux armes et cætera, pour écrire des chansons. Gérard Blanc, leader du groupe dira : « Il a écouté les maquettes, a choisi deux mélodies. Deux jours après, il nous convoquait rue de Verneuil pour nous proposer des idées. C'était une période très sensible pour lui parce qu'il était en train de se séparer de Jane. Quand elle était là, on sentait des tensions. Finalement, il n'est resté qu'une chanson ».
Finalement, la chanson, USSR/USA, sortie en 45 tours, n'est pas très bien reçue, car selon Blanc, les paroles engagées contrastent avec leur image.